# 印尼唇銀漢魚
印尼唇銀漢魚，為輻鰭魚綱銀漢魚目虹銀漢魚科的其中一種，被IUCN列為極危保育類動物，分布於新幾內亞Sentani湖流域，體長可達10公分，為熱帶魚類，棲息在底中層水域，生活習性不明。

## 擴展閱讀
維基物種上的相關：印尼唇銀漢魚